# Вулька-Карвовська
Вулька-Карвовська (пол. Wólka Karwowska) — село в Польщі, у гміні Барглув-Косьцельний Августівського повіту Підляського воєводства.
Населення — 183 особи (2011).
У 1975-1998 роках село належало до Сувальського воєводства.

## Демографія
Демографічна структура станом на 31 березня 2011 року:
|          | Загалом | Допрацездатний вік | Працездатний вік | Постпрацездатний вік |
| -------- | ------- | ------------------ | ---------------- | -------------------- |
| Чоловіки | 92      | 27                 | 53               | 12                   |
| Жінки    | 91      | 18                 | 52               | 21                   |
| Разом    | 183     | 45                 | 105              | 33                   |